# Paraboultonia
Paraboultonia es un género de foraminífero bentónico considerado un sinónimo posterior de Lantschichites de la subfamilia Boultoniinae, de la familia Schubertellidae, de la superfamilia Fusulinoidea, del suborden Fusulinina y del orden Fusulinida. Su especie tipo era Paraboultonia splendens. Su rango cronoestratigráfico abarcaba el Pérmico.

## Discusión
Clasificaciones más recientes incluirían Paraboultonia en la superfamilia Schubertelloidea, y en la subclase Fusulinana de la clase Fusulinata.

## Clasificación
Paraboultonia incluye a las siguientes especies:
- Paraboultonia inuboensis †
- Paraboultonia splendens †